# 9996 ANS
9996 ANS è un asteroide della fascia principale. Scoperto nel 1960, presenta un'orbita caratterizzata da un semiasse maggiore pari a 2,7968557 UA e da un'eccentricità di 0,2338623, inclinata di 7,66018° rispetto all'eclittica.